# Крамниця загублених речей
Крамниця загублених речей (англ. Wong's Lost And Found Emporium) — другий сегмент 9-го епізоду 1-го сезону телевізійного серіалу «Зона сутінків».

## Сюжет
Дратівливий та трохи безсердечний молодий чоловік, мешканець Сан-Франциско Девід Вонг після трирічних пошуків знаходить специфічну крамницю, дізнавшись про її місцезнаходження від одного з працівників секс-шопу; особливість шуканої ним крамниці полягає в тому, що «товарами» в ній виступає те, що люди втратили протягом певного періоду свого життя, до того ж це нематеріальні речі — риси характеру, довіра між ними та іншими людьми тощо. Вонг, в свою чергу, намагається знайти втрачене ним співчуття до інших живих істот. Після того, як молодий чоловік заходить до крамниці, до нього підходить ще один відвідувач, вже немолода жінка-скульптор, та просить його допомогти їй віднайти втрачений час, щоб вона змогла врешті-решт реалізувати свої згаяні плани. В цей час з'являється вказівник у вигляді шару, який світиться. Він приводить Вонга та жінку до клітки з мишами, яких жінка мала погладити для того, щоб повернути те, що вона бажає. Однак миші розбігаються, внаслідок чого плани її так і залишаються нездійсненими. Вона починає плакати, але це ніяк не зворушує Вонга, і після цього він продовжує свої пошуки. Далі йому трапляється літній чоловік, який також розповідає про свою драму та мету свого візиту — повернути втрачені повагу та любов своїх дітей. В цей час знову з'являється шар-вказівник, який приводить їх до великого дзеркала, в яке, згідно з інструкцією, чоловік мав дивитися протягом п'яти хвилин, щоб повернути собі те, що раніше втратив. Однак він, піддавшись стресу та розпачу внаслідок побаченого, розбиває дзеркало, після чого теж втрачає свій шанс.
Через деякий час Девід Вонг знайомиться з молодою жінкою азійського походження, яка прийшла в крамницю, щоб повернути собі втрачене почуття гумору. Але спочатку вона не говорить молодому чоловікові, для чого вона прийшла, він дізнається про це від неї лише після того, як їй вдалося повернути шукане. Далі вона успішно допомагає Вонгові повернути собі
те, що шукав він, — співчуття: воно виявилося захованим в одній з трьох скляних ємностей, до яких його привела та сама яскрава сфера. Оскільки Вонг розбив всі три ємності, то до нього повернулося не тільки співчуття, а й інші риси характеру, також втрачені ним в процесі становлення його особистості. Після цього між Девідом Вонгом та жінкою виникають приязні стосунки, а сам він стає новим керівником крамниці загублених речей та відтепер має можливість допомогти тим двом людям, пошуки яких завершилися повною невдачею.

## Оповіді

### Початкова оповідь
«На Землі існує місце, де можна знайти те, що ви колись загубили, місце, де загублені надії, мрії, можливості чекають на свій час. Але для того, щоб їх віднайти, вам спочатку треба потрапити до зони сутінків».

### Кінцева оповідь
«Ви не знайдете координатів цієї крамниці ні в телефонному довіднику, ані на рекламних сторінках місцевих газет. Слава про неї йде від одного вдячного клієнта до іншого, але якщо ви, як і більшість людей, упустили щось в свій час, загляніть сюди, і навіть якщо ви не знайдете втрачене вами одразу, не втрачайте надії, бо все, що ви загубили, можна знайти у зоні сутінків».

## Ролі виконують
- Брайан Точі — Девід Вонг
- Анна Марія Пун — Мелінда
- Керол Брюс — місіс Вітфорд
- Стейсі Кіч-старший — літній чоловік
- Джек Йозефсон — касир
- Марті Леві — покупець

## Цікавий факт
Епізод базується на однойменній історії Вільяма Ву, вперше опублікованій у виданні «Amazing Stories» у травні 1983.

## Реліз
Прем'єрний показ епізоду відбувся у Великій Британії 22 листопада 1985.